# 노바 스코샤 덕 톨링 리트리버

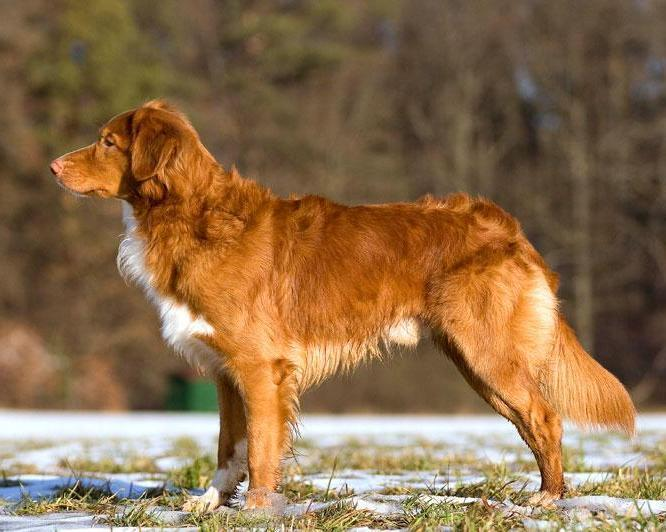

노바 스코샤 덕 톨링 리트리버(Nova Scotia Duck Tolling Retriever)는 주로 사냥을 위해 사육된 중형 조립견이다. 흔히 "톨러"(toller)라고 한다. 리트리버 중 가장 몸집이 작아 종종 작은 골든 리트리버로 오인되기도 한다. 톨러는 지능적이고 기쁘게 하려고 열심이며 경계심이 강하고 활력이 넘친다. "톨러"라는 이름은 총격 범위 내에서 물새를 유인하는 능력에서 유래되었다. 이 품종은 캐나다 노바스코샤주 야머스 카운티에서 유래되었다. 아메리칸 케널 클럽은 톨러를 87번째로 가장 인기 있는 개 품종으로 선정했다.

## 역사
이 품종은 19세기 초 노바스코샤주 야머스 카운티의 리틀 리버 하버(Little River Harbor)에 있는 아카디아 지역사회에서 개발되었다. 톨러는 1945년 캐나다 켄넬 클럽(Canadian Kennel Club)에 의해 순종견으로 공식 인정되기 전까지 원래 리틀 리버 덕 독(Little River Duck Dog)으로 불렸다. 톨러는 리트리버, 스패니얼, 세터 (개) 및 아마도 팜 콜리 잡종견의 혼합물이지만 후자는 아직 확인되지 않았다. 이 품종은 19세기 후반에 완성되었다.
이 품종은 1980년에 전국적인 인지도를 얻었고 1995년에 노바 스코샤 덕 톨링 리트리버 두 마리가 많은 품종이 포함된 챔피언십 행사에서 최우수상을 받았을 때 노바스코샤의 지방견으로 선언되었다.

## 같이 보기
- 쿠이커혼제